# الساحل (بني بوشبت)
الساحل هي إحدى مشيخات المملكة المغربية، تتبع جغرافيا لإقليم الحسيمة وإداريًا لبني بوشبت. يقدر عدد سكانها بـ 19,706 نسمة حسب الإحصاء الرسمي للسكان والسكنى لسنة 2004.